# Cymbidium
Cymbidium är ett släkte av orkidéer. Cymbidium ingår i familjen orkidéer.

## Dottertaxa tillCymbidium, i alfabetisk ordning[1]
- Cymbidium acuminatum
- Cymbidium aestivum
- Cymbidium aliciae
- Cymbidium aloifolium
- Cymbidium atropurpureum
- Cymbidium ballianum
- Cymbidium banaense
- Cymbidium baoshanense
- Cymbidium bicolor
- Cymbidium borneense
- Cymbidium canaliculatum
- Cymbidium changningense
- Cymbidium chloranthum
- Cymbidium cochleare
- Cymbidium concinnum
- Cymbidium cyperifolium
- Cymbidium dayanum
- Cymbidium defoliatum
- Cymbidium devonianum
- Cymbidium eburneum
- Cymbidium elegans
- Cymbidium elongatum
- Cymbidium ensifolium
- Cymbidium erythraeum
- Cymbidium erythrostylum
- Cymbidium faberi
- Cymbidium finlaysonianum
- Cymbidium floribundum
- Cymbidium florinda
- Cymbidium gammieanum
- Cymbidium gaoligongense
- Cymbidium glebelandense
- Cymbidium goeringii
- Cymbidium haematodes
- Cymbidium hartinahianum
- Cymbidium hillii
- Cymbidium hookerianum
- Cymbidium induratifolium
- Cymbidium insigne
- Cymbidium iridioides
- Cymbidium kanran
- Cymbidium lancifolium
- Cymbidium longipes
- Cymbidium lowianum
- Cymbidium macrorhizon
- Cymbidium madidum
- Cymbidium maguanense
- Cymbidium mannii
- Cymbidium mastersii
- Cymbidium micranthum
- Cymbidium multiradicatum
- Cymbidium munroanum
- Cymbidium nanulum
- Cymbidium nomachianum
- Cymbidium nujiangense
- Cymbidium oblancifolium
- Cymbidium omeiense
- Cymbidium parishii
- Cymbidium paucifolium
- Cymbidium purpuratum
- Cymbidium qiubeiense
- Cymbidium rectum
- Cymbidium recurvatum
- Cymbidium rhizomatosum
- Cymbidium rosefieldense
- Cymbidium roseum
- Cymbidium sanderae
- Cymbidium schroederi
- Cymbidium serratum
- Cymbidium sichuanicum
- Cymbidium sigmoideum
- Cymbidium sinense
- Cymbidium suave
- Cymbidium suavissimum
- Cymbidium teretipetiolatum
- Cymbidium tigrinum
- Cymbidium tortisepalum
- Cymbidium tracyanum
- Cymbidium wenshanense
- Cymbidium whiteae
- Cymbidium wilsonii
- Cymbidium woodlandense

## Bildgalleri

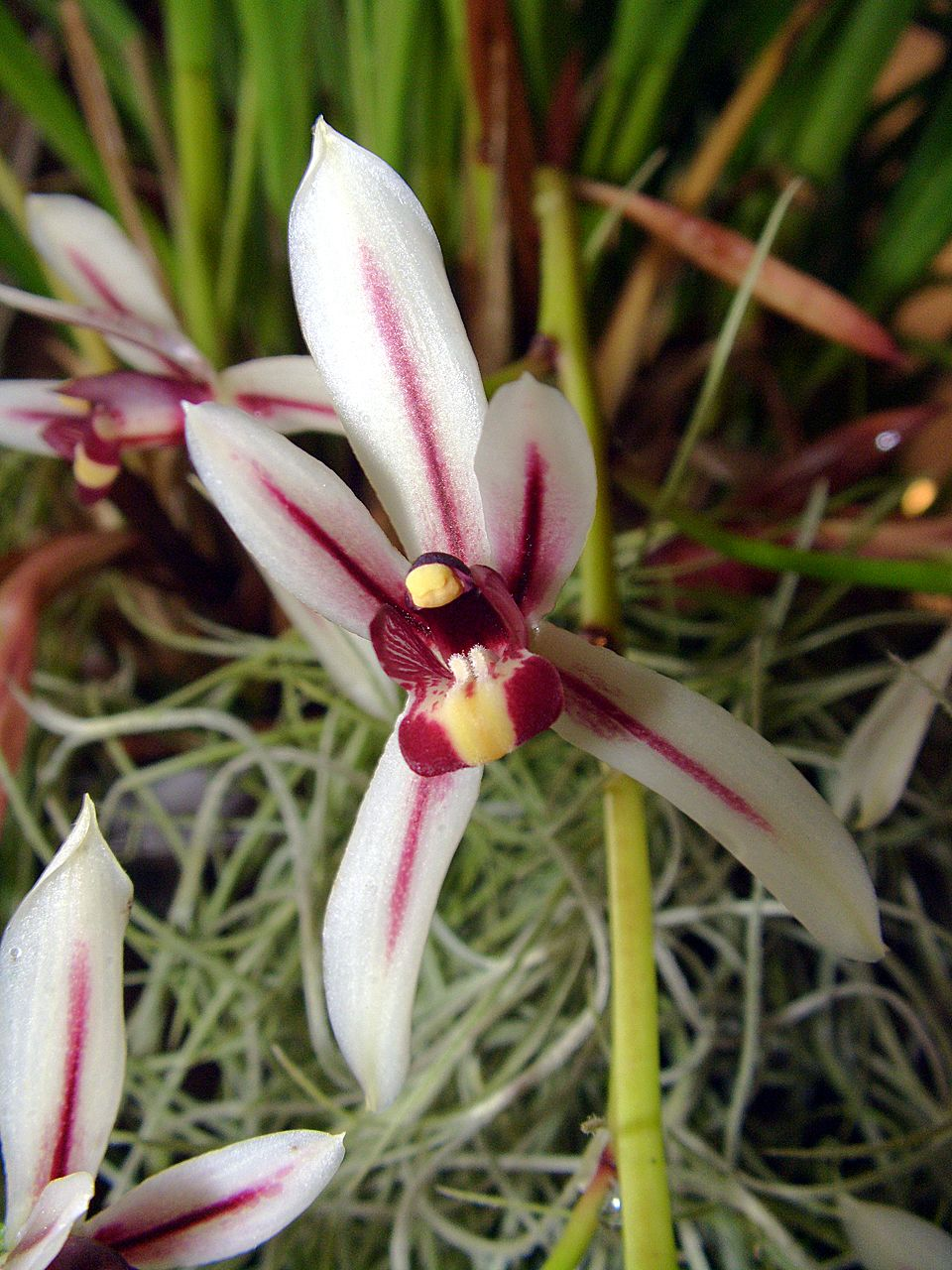
Cymbidium dayanum
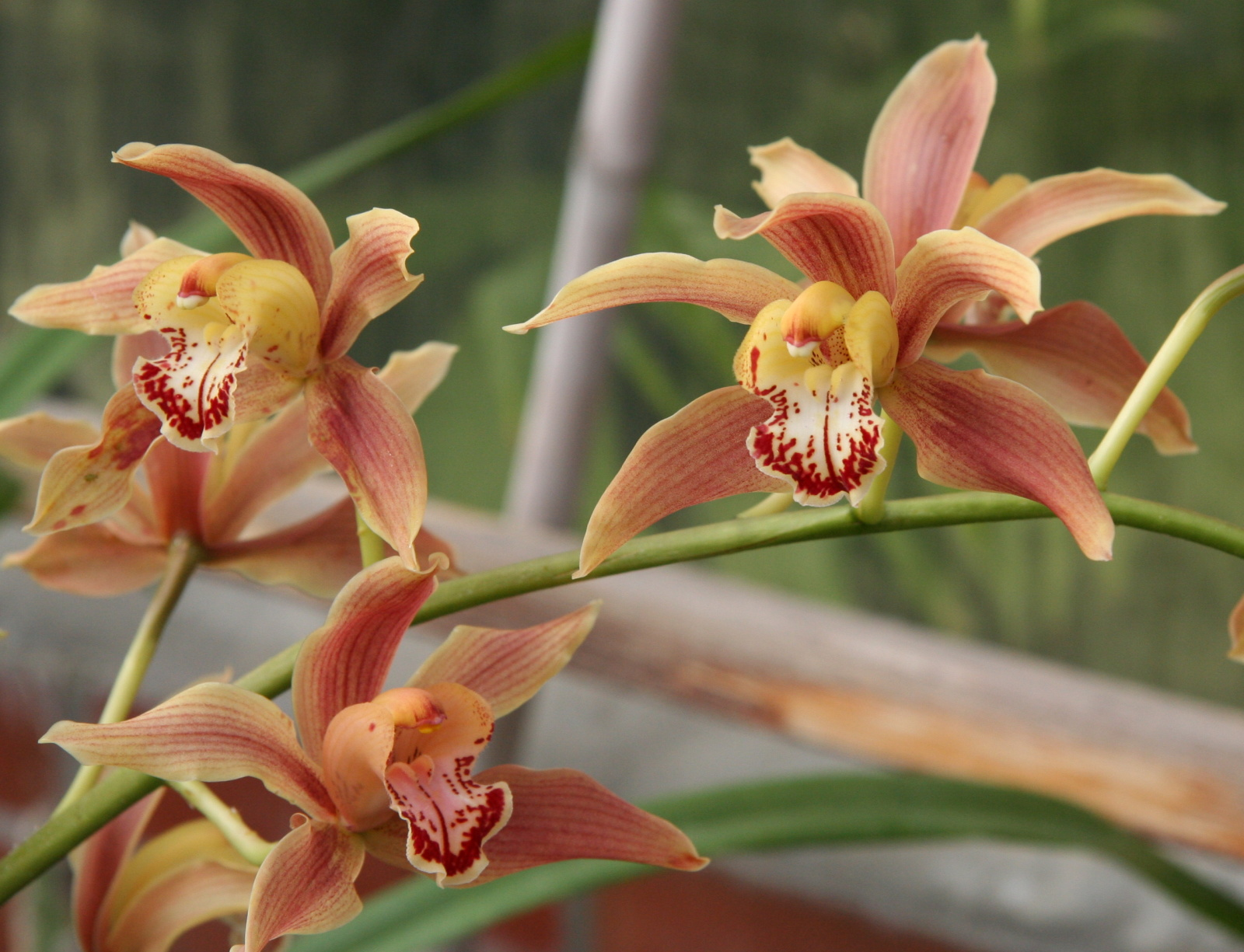
Cymbidium iridioides
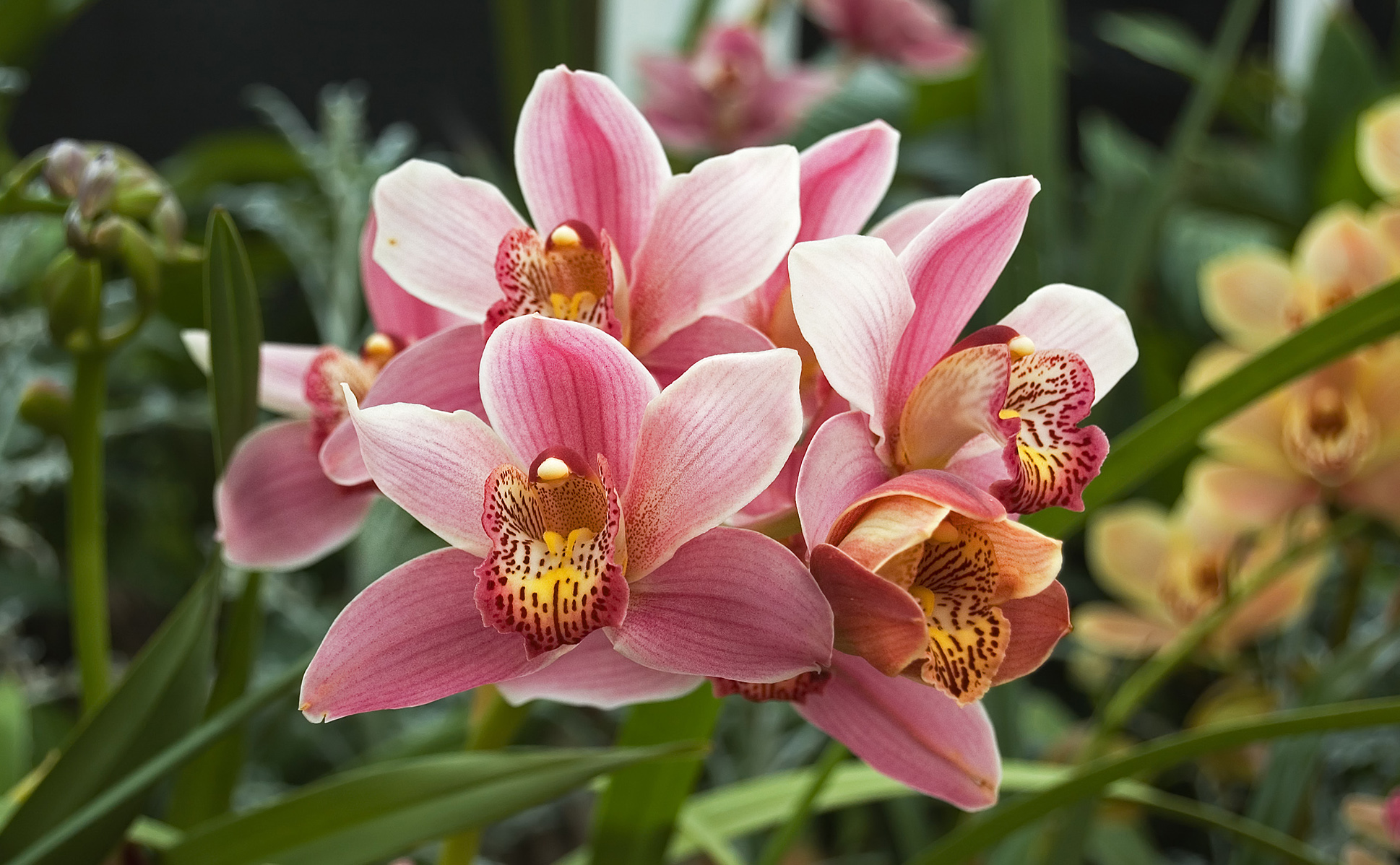
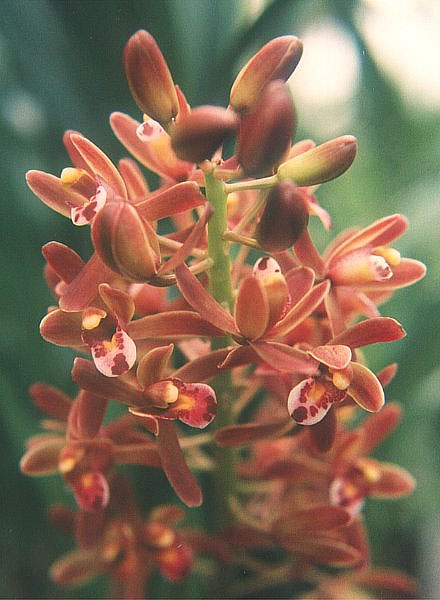
Cymbidium floribundum
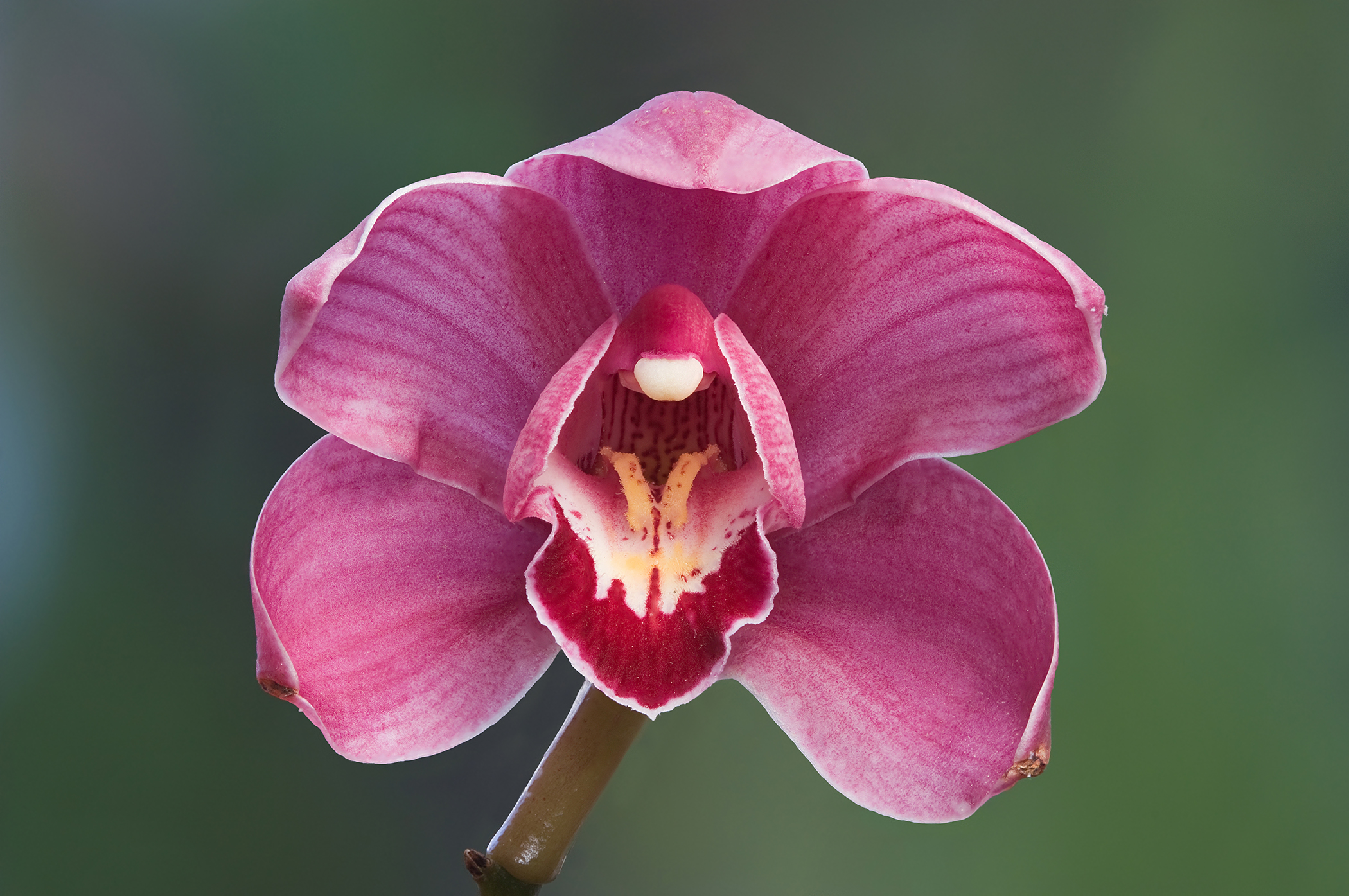
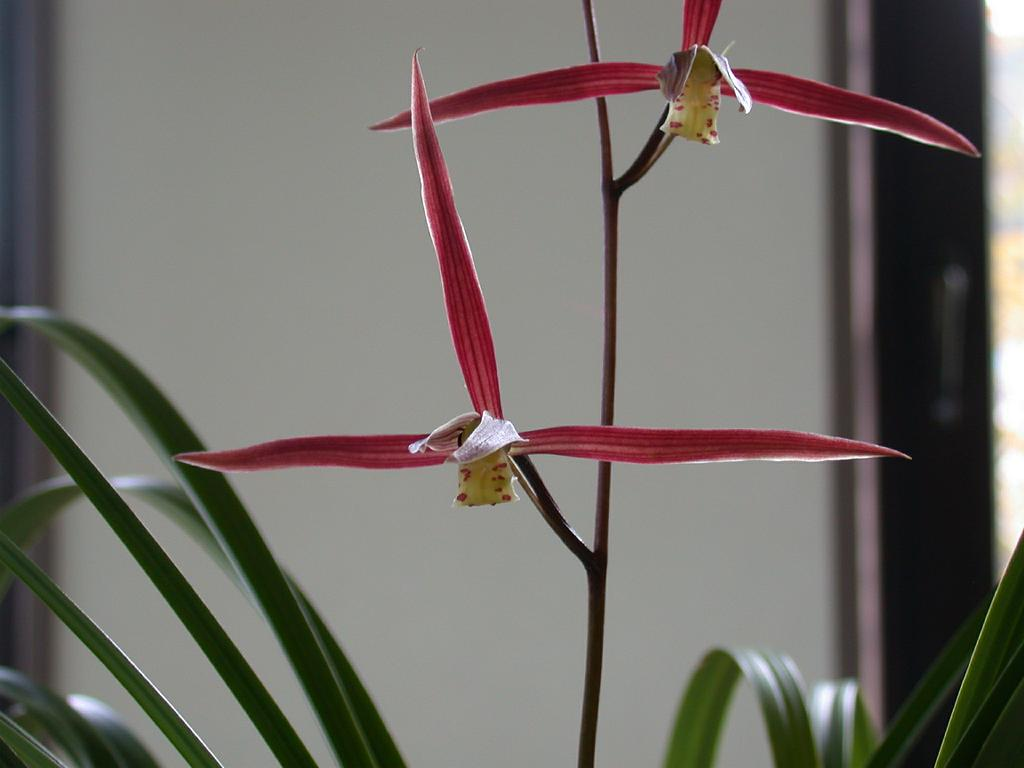
Cymbidium kanran